# Pirámide de Zawyet el-Maiyitin

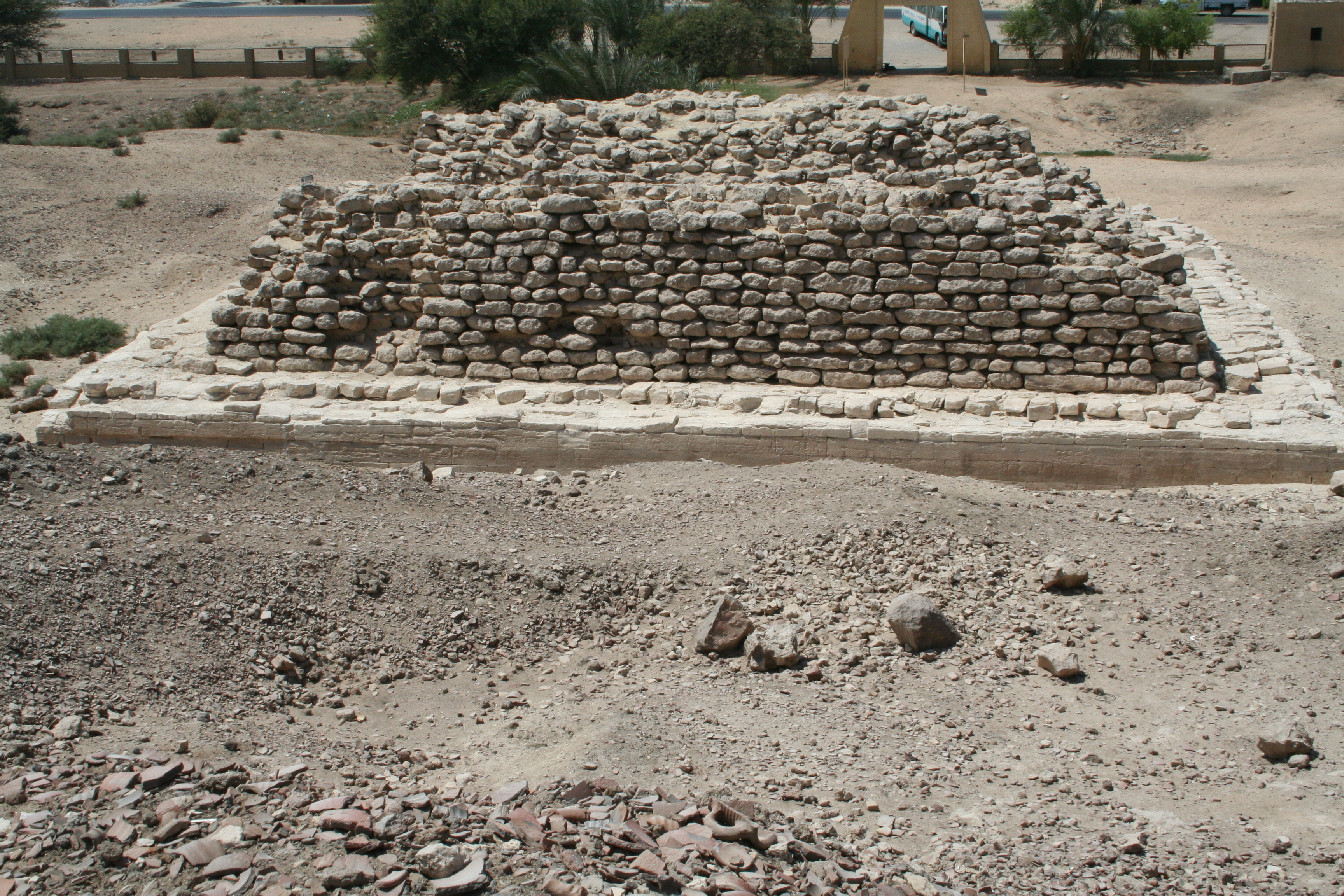
Restos de la pirámide escalonada de Zawyet el-Maiyitin o de Hebenu.

La pirámide de Zawyet el-Maiyitin, de Zawyet el-Amwat, de Zawiyet Sultan o pirámide de Hebenu (antiguo nombre egipcio del poblado donde se encuentra), es una pirámide escalonada situada unos 120 km al sur del gran oasis de El Fayum y unos 8,5 km al sur de la ciudad de Menia, en la orilla oriental del Nilo.

## Historia
Junto con otras pirámides situadas en el sur de Egipto, llamadas pirámides provinciales, como las de Elefantina, Ombos, Edfu, Hieracómpolis, Abidos y Seila, está lejos de las grandes pirámides y ha sido poco estudiada. En 1911 fue examinada por el egiptólogo francés Raymond Weill, y en 1962 por el arqueólogo francés Jean-Philippe Lauer.
Según la mayoría de egiptólogos, como Günter Dreyer y Werner Kaiser, su construcción fue ordenada por el último faraón de la tercera dinastía, Huny, al igual que las de Edfu, Elefantina, Sinki, Naqada y el Kula. Sin embargo, otros como Radwan Ali opinan que su constructor fue Dyeser. John Baines y Jaromír Málek opinan que es una pirámide no faraónica, aunque se supone de la tercera dinastía. El arqueólogo Aidan Dodson atribuye tentativamente su construcción a Seneferu, el primer faraón de la cuarta dinastía, basándose en sus similitudes con la pirámide de Seila.
Es una de las pocas pirámides pequeñas de su tipo que pueden visitarse sin credenciales de especialista y sin un acompañante del Consejo Supremo de Antigüedades.

## Características
- Situación: 28°2′45″N 30°49′43″E / 28.04583, 30.82861
- Base: 22,40 metros.[4]
- Altura original: 17 m.
- Altura actual: 4,75 m.
- Pendiente: 80°.
- Gradas: 3.

La pirámide, cuyas ruinas alcanzan apenas metro y medio de altura, tenía en origen tres o quizá cuatro alturas, y fue construida con bloques de piedra caliza unidos con mortero de barro, arena y cal; su orientación es paralela al curso del río, 20° NO.
Es la única pirámide situada en la orilla derecha del Nilo (al Este), uno de los argumentos, junto al hecho de carecer de cámara funeraria, por los que la mayoría de los egiptólogos opinan que no es una tumba sino un monumento destinado a simbolizar las doctrinas solares de la tercera dinastía, como otros cenotafios erigidos en ese periodo.

### Citas
1. 1 2  Baines y Málek (1988): Dioses, templos y faraones, pág. 141.
2. ↑  Dodson, pp. 49 y 74.
3. 1 2  Dodson, p. 49.
4. 1 2 3  Dodson, pp. 74-75.
5. ↑  Dreyer y Werner Kaiser: Zu den kleinen Stufenpyramiden Ober- und Mittelägyptens en Mitteilungen des Deutschen Archäologischen Instituts Abteilung Kairo, pág. 48.
6. ↑  Radwan, Ali: Die Stufenpyramiden, en Die Schätze der Pyramiden, pág. 111.